# Platyceraphron
Platyceraphron är ett släkte av steklar. Platyceraphron ingår i familjen trefåresteklar.
Kladogram enligt Catalogue of Life:
| Platyceraphron | \| \| Platyceraphron artideterens \| \| \| \| \| \| Platyceraphron mediosulcatus \| \| \| \| \| \| Platyceraphron muscidarum \| \| \| \| \| \| Platyceraphron sulcatocarinatus \| \| \| \| |
|                | \| \| Platyceraphron artideterens \| \| \| \| \| \| Platyceraphron mediosulcatus \| \| \| \| \| \| Platyceraphron muscidarum \| \| \| \| \| \| Platyceraphron sulcatocarinatus \| \| \| \| |
|                | Aetholagynodes |
|                | |
|                | Archisynarsis |
|                | |
|                | Conostigmus |
|                | |
|                | Creator |
|                | |
|                | Dendrocerus |
|                | |
|                | Holophleps |
|                | |
|                | Lagynodes |
|                | |
|                | Megaspilus |
|                | |
|                | Prolagynodes |
|                | |
|                | Trassedia |
|                | |
|                | Trichosteresis |
|                | |
|                | Typhlolagynodes |
|                | |
|                | Platyceraphron artideterens |
|                | |
|                | Platyceraphron mediosulcatus |
|                | |
|                | Platyceraphron muscidarum |
|                | |
|                | Platyceraphron sulcatocarinatus |
|                | |

|  | Platyceraphron artideterens     |
|  |                                 |
|  | Platyceraphron mediosulcatus    |
|  |                                 |
|  | Platyceraphron muscidarum       |
|  |                                 |
|  | Platyceraphron sulcatocarinatus |
|  |                                 |